# Pedro Obiang
Pedro Mba Obiang Avomo (ur. 27 marca 1992 w Alcalá de Henares) – piłkarz z Gwinei Równikowej, występujący na pozycji pomocnika we włoskim klubie US Sassuolo, do którego przeszedł z West Ham United.